# Plumarella spicata
Plumarella spicata is een zachte koraalsoort uit de familie Primnoidae. De koraalsoort komt uit het geslacht Plumarella. Plumarella spicata werd in 1912 voor het eerst wetenschappelijk beschreven door Nutting. 